# 迪多夫 (图林根州)
迪多夫（德語：Diedorf，發音：[ˈdiːdɔʁf]）是德国图林根州瓦特堡县曾经的一个市镇，面积4.76平方千米，2017年12月31日人口为345人。2019年1月1日，迪多夫与另外5个市镇并入市镇代姆巴赫。